# پرنیلا وینبرگ
پرنیلا وینبرگ (انگلیسی: Pernilla Winberg؛ زادهٔ ۲۴ فوریهٔ ۱۹۸۹) بازیکن هاکی روی یخ اهل سوئد است.